# Società Sportiva Giulianova 1947-1948
Questa voce raccoglie le informazioni riguardanti la Società Sportiva Giulianova nelle competizioni ufficiali della stagione 1947-1948.

## Stagione
Il campionato di Serie C 1947-1948 è drammatico per i colori giallorossi. I giuliesi, dopo gravi incidenti avvenuti a Fermo il 4 gennaio 1948, vengono radiati dai ruoli federali e dopo altri scontri nella partita contro l'Avezzano del 14 marzo 1948, la società decide il ritiro dal campionato.

## Rosa
| N. |                   | Ruolo | Calciatore |
| -- | ----------------- | ----- | ---------- |
|    | Italia (bandiera) | D     | Aloisi     |
|    | Italia (bandiera) | C     | Balzarini  |
|    | Italia (bandiera) | D     | Braga      |
|    | Italia (bandiera) | C     | Buizza     |
|    | Italia (bandiera) | D     | Busiello   |
|    | Italia (bandiera) | D     | Cellini    |
|    | Italia (bandiera) | P     | Casella    |
|    | Italia (bandiera) | D     | Cassiani   |
|    | Italia (bandiera) | A     | Di Marzio  |

| N. |                   | Ruolo | Calciatore |
| -- | ----------------- | ----- | ---------- |
|    | Italia (bandiera) | P     | Di Michele |
|    | Italia (bandiera) | A     | Esposito   |
|    | Italia (bandiera) | C     | Franchini  |
|    | Italia (bandiera) | A     | Ginaldi    |
|    | Italia (bandiera) | C     | Lo Moro    |
|    | Italia (bandiera) | A     | Marà       |
|    | Italia (bandiera) | C     | Marzi      |
|    | Italia (bandiera) | D     | Mazza      |
|    | Italia (bandiera) | C     | Piccioni   |

## Risultati

### Campionato - Serie C

#### Girone di andata
| 26 ottobre 1947 1ª giornata | Giulianova | 0 – 1 | Teramo |  |

| 2 novembre 1947 2ª giornata | Portocivitanovese | 7 – 0 | Giulianova |  |

| 9 novembre 1947 3ª giornata | Giulianova | 0 – 1 | Sulmona |  |

| 23 novembre 1947 4ª giornata | Avezzano | 8 – 2 | Giulianova |  |

| 30 novembre 1947 5ª giornata | Giulianova | 1 – 1 | Lanciano |  |

| 7 dicembre 1947 6ª giornata | Virtus Spoleto | 3 – 0 | Giulianova |  |

| 14 dicembre 1947 7ª giornata | Giulianova | 2 – 3 | Sambenedettese |  |

| 28 dicembre 1947 8ª giornata | Chieti | 5 – 1 | Giulianova |  |

| 1 gennaio 1948 9ª giornata | Giulianova | 1 – 2 | L'Aquila |  |

| 4 gennaio 1948 10ª giornata | Fermana | 1 – 2 | Giulianova |  |

| 11 gennaio 1948 11ª giornata | Vastese | 3 – 0 | Giulianova |  |

| 18 gennaio 1948 12ª giornata | Giulianova | 1 – 4 | Maceratese |  |

| 25 gennaio 1948 13ª giornata | Foligno | 1 – 0 | Giulianova |  |

| 1 febbraio 1947 14ª giornata | Giulianova | 0 – 1 | Ascoli |  |

| 8 febbraio 1948 15ª giornata | Tolentino | 1 – 0 | Giulianova |  |

#### Girone di ritorno
| 22 febbraio 1948 16ª giornata | Teramo | 5 – 3 | Giulianova |  |

| 29 febbraio 1948 17ª giornata | Giulianova | 2 – 0 | Portocivitanovese |  |

| 7 marzo 1948 18ª giornata | Sulmona | 3 – 1 | Giulianova |  |

| 14 marzo 1948 19ª giornata | Giulianova | 1 – 3 | Avezzano |  |